# Sigma Aquilae
Sigma Aquilae (44 Aquilae) é uma estrela na direção da constelação de Aquila. Possui uma ascensão reta de 19h 39m 11.64s e uma declinação de +05° 23′ 52.0″. Sua magnitude aparente é igual a 5.18. Considerando sua distância de 682 anos-luz em relação à Terra, sua magnitude absoluta é igual a −1.42. Pertence à classe espectral B3V + B3V. É uma estrela variável β Lyrae.